# Claudia Winkleman
Claudia Anne I. Winkleman (* 15. ledna 1972, Londýn, Spojené království) je anglická televizní moderátorka, filmová kritička a novinářka.

## Životopis
Winklemanová je dcerou Eve Pollard, která pracuje v Sunday Express, a Barryho Winklemana, publicisty z The Times Atlas of the World. Její rodiče se rozvedli, když jí byly tři roky. Její matka se znovu provdala v roce 1979. Jejím nevlastním otcem se stal sir Nicholas Lloyd, editor z Daily Express. Z otcova druhého manželství s Cindy Black má nevlastní sestru, herečku Sophii Winkleman. Má také nevlastního bratra, který je ze sourozenců nejmladší, Olivera Lloyda, z matčina druhého manželství.
Claudia studovala školu v Hampsteadu, poté Dívčí školu města Londýn. Její alma mater je univerzita v Cambridgi, kde studovala na Murray Edwards College, jejím oborem byla historie umění.
Její teta byla portrétní a novinářská fotografka Sally Soames (rozená Winkleman).